# Nigramma
Nigramma är ett släkte av fjärilar. Nigramma ingår i familjen nattflyn.

## Dottertaxa tillNigramma, i alfabetisk ordning[1]
- Nigramma acutipennis
- Nigramma albicans
- Nigramma albodentata
- Nigramma albomixta
- Nigramma astriata
- Nigramma basalis
- Nigramma bryophilina
- Nigramma correspondens
- Nigramma curepipensis
- Nigramma defasciata
- Nigramma dialeuca
- Nigramma diffusa
- Nigramma dorsalis
- Nigramma dorsifascia
- Nigramma elongata
- Nigramma eusema
- Nigramma firmamentum
- Nigramma includens
- Nigramma kheili
- Nigramma lapidaria
- Nigramma lignea
- Nigramma lineata
- Nigramma longipennis
- Nigramma lophophora
- Nigramma malgassica
- Nigramma mediolinea
- Nigramma melanosticta
- Nigramma mulieris
- Nigramma nigriceps
- Nigramma nula
- Nigramma perlignealis
- Nigramma perstrialis
- Nigramma polymorpha
- Nigramma purpurascens
- Nigramma pyraloides
- Nigramma quadratifera
- Nigramma rotundipennis
- Nigramma rubripictalis
- Nigramma rufina
- Nigramma saga
- Nigramma subfasciata
- Nigramma todara
- Nigramma todarella
- Nigramma todaroides
- Nigramma virilis